# Instituto J. Craig Venter
O instituto J. Craig Venter é um instituto sem fins lucrativos fundado pelo investigador do genoma Craig Venter, em Outubro de 2006, como resultado da fusão de quatro organizações: o Centro para o Progresso da genética, Instituto de Pesquisa Genética, o Instituto para Alternativas Biológicas de Energia, e o Centro de tecnologias conjuntas da Fundação J. Craig Venter. Tem centros de pesquisa em Rockville, Maryland e La Jolla, Califórnia.
A 20 de Maio de 2010, o instituto anunciou a criação do primeiro organismo vivo com genoma totalmente sintético, desenvolvido artificialmente a partir de compostos químicos. Para tal,a equipa, da qual faziam parte  o próprio Venter, Clive Huntchison e o famoso Hamilton Smith, copiou quase integralmente o genoma da bactéria orgânica M. capricolum 
 e translado-o para um exemplar dessa bactéria. A equipa conseguiu com sucesso assegurar a reprodução dessa primeira espécie sintética, assim como a produção de certas novas proteínas por parte dessa mesma espécie.